# Adam Moltke (politimester)
 Der er flere personer med dette navn, se Adam Moltke.
Adam Moltke (24. december 1906 i Aalborg – 8. december 1985) var en dansk politimester.
Han var søn af statsadvokat Vilhelm Gebhard Moltke og hustru Ebba f. Tønder, blev student fra Ordrup Gymnasium 1926 og cand. jur. 1933. Moltke blev fungerende sekretær i Landbrugsministeriet samme år, amtsfuldmægtig i Vejle 1934, politifuldmægtig i Gråsten 1937, i Aarhus 1948-58, konstitueret politimester i Fjends m.fl. herreder (Viborg) 1955-56, politimester i Nykøbing Mors m.v. 1958 og slutteligt i Viborg 1962-74. Han var Ridder af 1. grad af Dannebrog, bar Hæderstegnet for 25 års god tjeneste i politiet og Hæderstegnet for 25 års god tjeneste i Civilforsvaret og var formand for Viborg Musikskoles bestyrelse. 
Han blev gift 13. april 1935 med Lykke Elisabeth Christiane (8. februar 1913 i København – ?), datter af landsdommer Henrik Jacobæus og hustru Anne Sophie f. Lottrup.